# 209e division côtière
Pour les articles homonymes, voir 209e division.
La 209e division côtière (209ª Divisione Costiera) était une division d'infanterie de l'armée italienne pendant la Seconde Guerre mondiale. La division était basée dans les Pouilles, une région côtière de l'Italie.
Les divisions côtières étaient des divisions de deuxième ligne, généralement formées d'hommes dans la quarantaine et la cinquantaine destinés à effectuer des tâches ouvrières. Les hommes recrutés localement étaient souvent commandés par des officiers appelés à la retraite. Leurs équipements étaient également de basse qualité.

## Ordre de bataille
- 15e régiment d'infanterie côtier
- 112e régiment d'infanterie côtier
- 41e régiment d'artillerie